# HD 76001
HD 76001，又名CD-32 5814，SAO 199728、HR 3533，是一颗恒星，视星等为6.5，位于銀經255.62，銀緯7.64，其B1900.0坐标为赤經8h 48m 21.1s，赤緯-32° 7.64′ 56″。